# Bounty Killer (Film)
Bounty Killer ist ein US-amerikanischer Actionfilm aus dem Jahr 2013 des Regisseurs Henry Saine. Der Film ist eine Adaption der gleichnamigen Graphic-Novel.

## Inhalt
2042 wurde die Welt von der Organisation Corporate Wars zerstört. Die Kopfgeldjägerin Mary Death und ihr Freund und Rivale Drifter reisen durch die Wüste umher. Sie suchen die Leute, die die Apokalypse erschaffen haben und wollen Vergeltung.

## Produktion
Die erste Idee war ein Cartoon, der anschließend sowohl in eine Graphic Novel als auch in einen Kurzfilm umgewandelt wurde. Saines Originalwerke waren dem Stil von Mad Max 2 näher und wurden dem Enron-Skandal nachempfunden. Nach der Finanzkrise 2007/08 erkannte Saine, dass eine Adaption in Spielfilmlänge jetzt noch zeitgemäßer sein würde. Der Ton des Spielfilms wurde von Krieg der Eispiraten, Six-String Samurai und Frankensteins Todesrennen beeinflusst. Obwohl explizite Themen des Retrofuturismus schließlich als zu verwirrend für das Publikum abgetan wurden, nutzt die Kulisse des Films immer noch die Ästhetik.  Zum Beispiel stammen die Autos alle aus den 1970er Jahren, und ein Großteil der Technologie ist analog. Die Dreharbeiten dauerten 18 Tage.  Obwohl die Besatzung praktische Effekte mochte, hatten sie aufgrund des schnellen Produktionsplans keine Gelegenheit, sie umfassend zu nutzen. Viele der im Film verwendeten Autos wurden entweder gespendet oder kostengünstig zur Verfügung gestellt.

## Veröffentlichung
Bounty Killer hatte seine Weltpremiere beim Dallas International Film Festival in den USA und spielte beim Fantasia Film Festival in Kanada. Der Film wurde am 6. September 2013 in den Kinos und als Video on Demand veröffentlicht. Die DVD und Blu-ray wurden am 29. Oktober 2013 herausgebracht. Bounty Killer wurde am 27. Januar 2014 in Großbritannien auf DVD, Blu-ray und VOD veröffentlicht.

## Kritik
Rotten Tomatoes berichtet, dass 59 % von 27 befragten Kritikern dem Film eine positive Bewertung gaben. Metacritic bewertete es mit 46/100 basierend auf neun Bewertungen.
Das Lexikon des internationalen Films urteilt: „Wirrer, mit reichlich Blut, Ballereien und pseudo-kapitalismuskritischer Fassade angereicherter ‚Mad Max‘-Nachahmer als drastischer Metzel-Marathon.“